# 巴登 (瑞士)

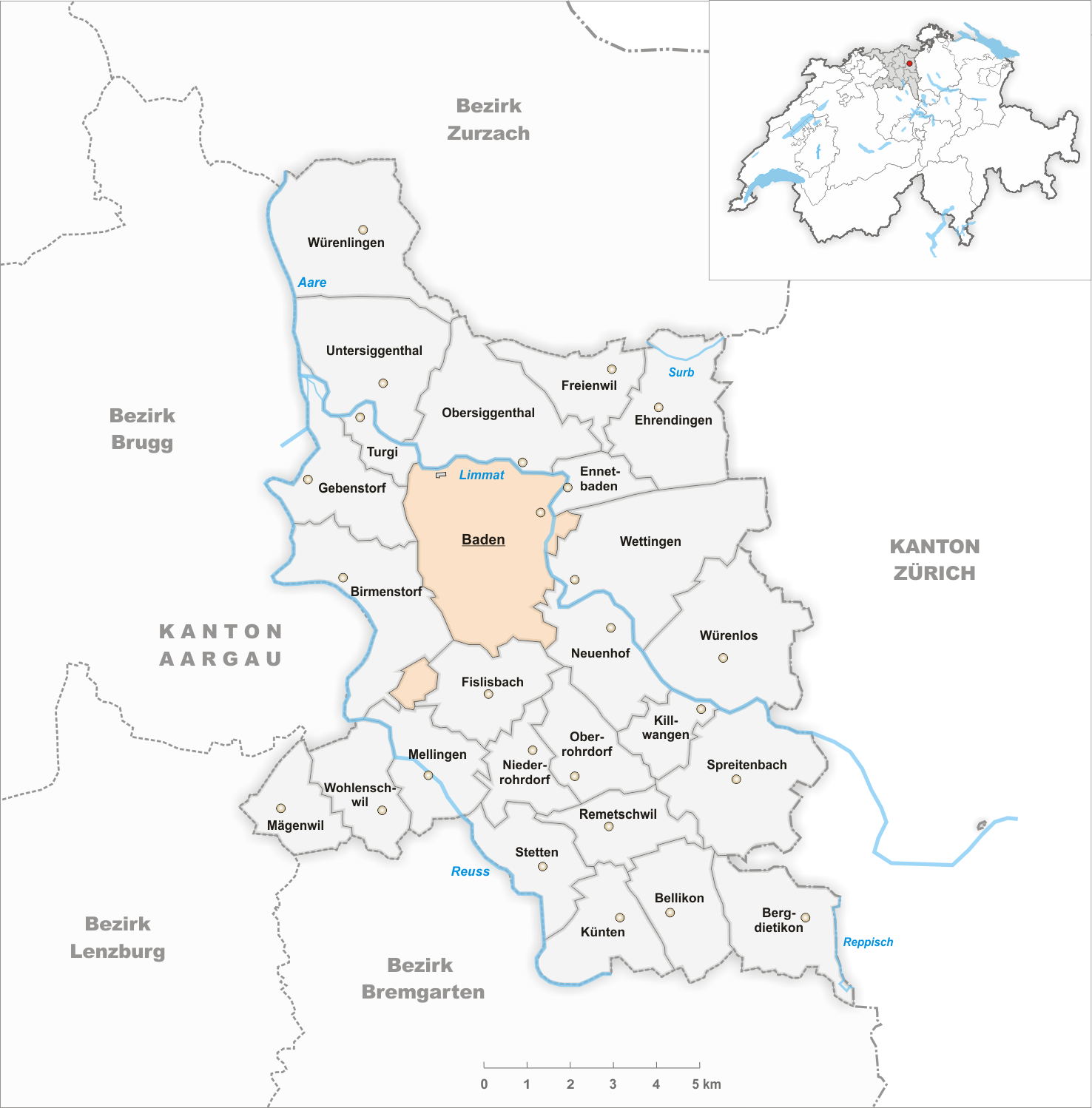
巴登市地图

巴登（德語：Baden）是位於瑞士联邦阿尔高州的一座城市。该市位於蘇黎世西北25公里處,2017年12月31日人口为19,168人。巴登是一個以溫泉而聞名的地方。

## 外部連結
- 官方網站 （页面存档备份，存于）